# خوسيه كارلوس هرنانديز
خوسيه كارلوس هرنانديز (بالإسبانية: José Carlos Hernández)‏ هو منافس ألعاب قوى إسباني، ولد في 17 مارس 1978 في أريثيفي في إسبانيا.

## وصلات خارجية
- خوسيه كارلوس هرنانديز على موقع الاتحاد الدولي لألعاب القوى (الإنجليزية)
- خوسيه كارلوس هرنانديز على موقع أوليمبيديا (الإنجليزية)